# Johann Michael Hoppenhaupt der Ältere
Johann Michael Hoppenhaupt (* 8. Oktober 1709 in Zittau; † nach 1755 in Merseburg; genannt der Ältere, zur Unterscheidung von seinem jüngeren Bruder Johann Christian) war ein deutscher Zierratenbildhauer und Dekorateur, der am Stil des Friderizianischen Rokoko wesentlichen Anteil hatte.

## Leben und Leistungen

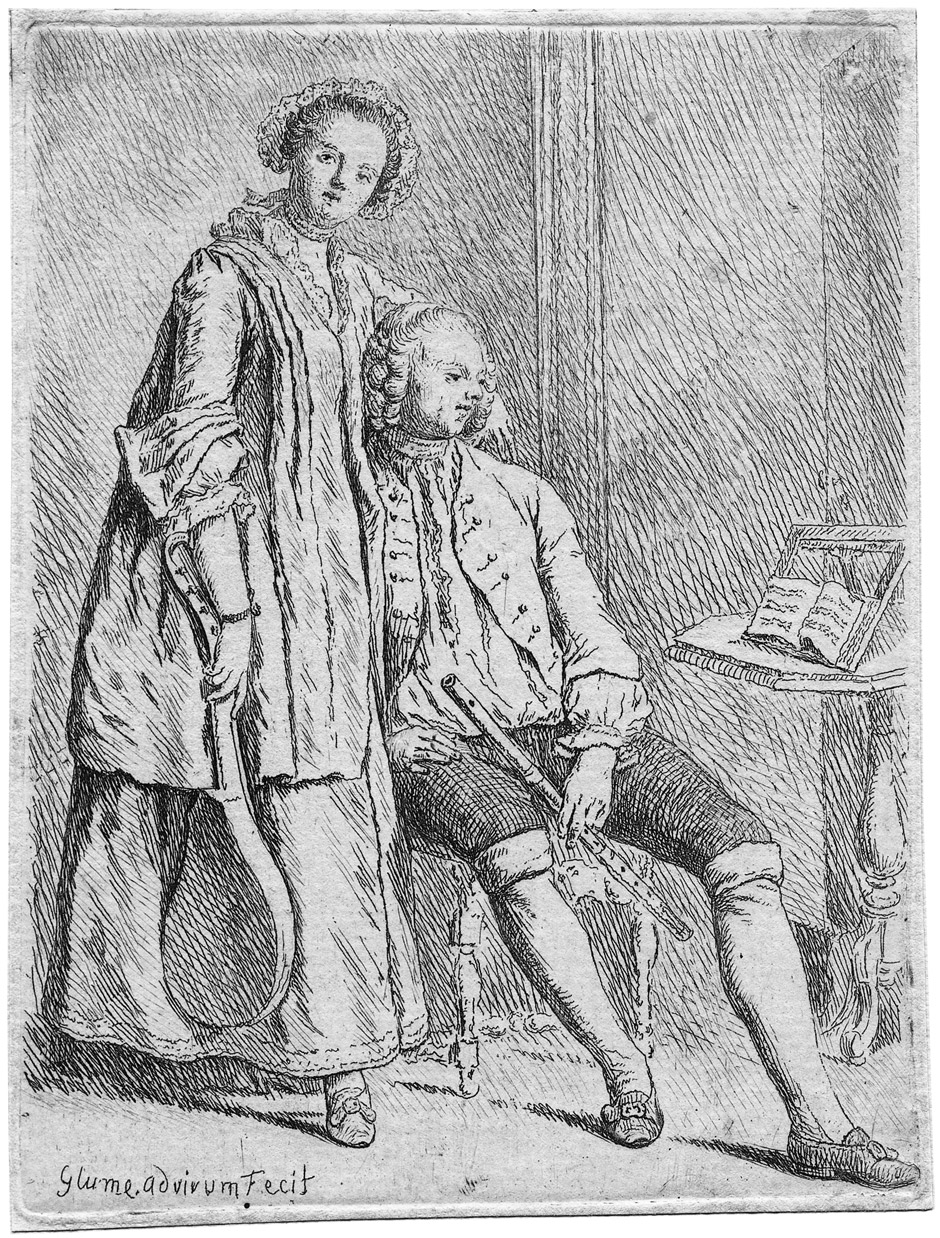
Joh. Michael Hoppenhaupt der jüngere Bildhauer und Zierratheur zu Berlin nebst seiner Frau. Glume. advivum Fecit. Radierung von Johann Gottlieb Glume um 1745

Der aus einer Baumeister- und Bildhauerfamilie stammende Johann Michael Hoppenhaupt war der erstgeborene Sohn des Fürstlich Sächsischen Hofbildhauers und Landbaumeisters gleichen Namens Johann Michael Hoppenhaupt und dessen Ehefrau Dorothea Catharina, geborene Hübner. Nach der Ausbildung zum Zieratenbildhauer war er zunächst in Dresden und Wien tätig. 1740 folgte er mit seinem jüngeren Bruder Johann Christian dem Ruf Friedrichs II. an den preußischen Hof, der Kunsthandwerker für die Ausgestaltung seiner Schlossgebäude suchte. In den ersten Jahren wirkten die Hoppenhaupts unter der Leitung des Oberintendanten der königlichen Schlösser und Gärten Georg Wenzeslaus von Knobelsdorff sowie des „Directeur des ornements“ Johann August Nahl.
Da die Brüder in preußischen Diensten eng zusammenarbeiteten, sich ihre Ornamentmotive ähneln und fast alle ihre Werke unsigniert blieben – wie es im 18. Jahrhundert nicht unüblich war – können die Ausführungen dem jeweiligen Hoppenhaupt zum großen Teil nur anhand von Baurechnungen und Zeichnungen zugewiesen werden. Demnach führte Johann Michael 1745 nach Entwürfen von Nahl Arbeiten im Schreibkabinett des 1945 zerstörten Berliner Stadtschlosses aus. Als Johann August Nahl Preußen 1746 verließ, arbeitete er unter der Leitung seines Bruders Johann Christian, der zum nachfolgenden „Directeur des ornements“ ernannt wurde. 1747 sind gemeinsame Tätigkeiten im „Neuen Flügel“ des Schlosses Charlottenburg nachweisbar.
Durch die engen Beziehungen zwischen Preußen und Anhalt-Zerbst gelangten die Dekorationsmotive des Friderizianischen Rokoko auch in das anhaltische Fürstentum. Im Auftrag des Fürsten Christian August schuf Hoppenhaupt d. Ä. zwischen 1746 und 1749 die Wandverkleidungen und Möbel für sechs Räume im neu errichteten Ostflügel des Zerbster Schlosses (1945 zerstört), die nach Entwürfen des königlich-preußischen Bauinspektors und ehemaligen Knobelsdorff-Mitarbeiters Johann Friedrich Friedel in Hoppenhaupts Berliner Werkstatt entstanden und von einheimischen Handwerkern vor Ort eingebaut wurden.
In der Potsdamer Residenz stattete er 1746/47 das Konzertzimmer im Sommerschloss Sanssouci mit Holzbildhauerarbeiten an Wänden, Türen, Gemälde- und Spiegelrahmen aus. 1748 folgten im Stadtschloss die Holzschnitzereien und Sitzmöbel im Konfidenztafelzimmer, 1749 die Gestaltung der Türen des Marmorsaals, zwei Zedernholzkommoden für das Arbeits- und Schlafzimmer und Entwürfe für die Dekoration der um 1754/55 ausgeführten Fenster- und Kaminwand im Bronzesaal, den Johann Melchior Kambly mit einer reichen, feuervergoldeten Bronzedekoration ausschmückte (Wanddekorationen 1945 zerstört).
Einen weiteren Auftrag führte er zwischen 1750 und 1753 in Breslau aus. Nachdem Friedrich II. 1750 das Palais des Hofkanzlers Heinrich Gottfried von Spätgen erworben hatte, leitete Hoppenhaupt d. Ä. die Ausgestaltung der Königswohnung im angebauten Südflügel (1945 zerstört) und im Berliner Schloss Monbijou. Dort sind Dekorationsarbeiten von 1753 bis 1754 nachweisbar, unter anderem im Porzellankabinett und der Porzellangalerie (1943 zerstört). Als das zwischen 1763 und 1769 erbaute Neue Palais in Potsdam unter der Leitung des jüngeren Bruders Johann Christian eingerichtet wurde, griff dieser auf 1754 geschaffene Entwürfe Johann Michaels zurück und ließ unter anderem das „Untere Konzertzimmer“, die „Jagdkammer“ und das angrenzende „Obere Konzertzimmer“ nach den vorhandenen Vorbildern ausstatten. Johann Michael Hoppenhaupt d. Ä. ging vermutlich in der zweiten Hälfte der 1750er Jahre nach Merseburg zurück, wo er starb.

## Kutschenbau
Die Bildhauer und Dekorateure, die Friedrich II. mit der Ausstattung der Schlösser beauftragte, erstellten auch Entwürfe für die königlichen Kutschen. Dafür zeichnete in den 1740er Jahren fast ausnahmslos Johann Michael Hoppenhaupt d. Ä. verantwortlich, mit dessen Ausführung ausschließlich Berliner und Potsdamer Handwerker betraut wurden. Nur wenige seiner Modelle sind erhalten, wie ein Kaross-Coupé von 1746, das Friedrich II. der russischen Zarin Elisabeth schenkte. Der Prunkwagen ist heute in der Rüstkammer im Moskauer Kreml ausgestellt. In Deutschland hat ein um 1755 bis 1765 von Hoppenhaupt d. Ä. entworfenes Berline-Coupé die Zerstörungen Berlins im Zweiten Weltkrieg überdauert. Die für den kursächsischen Gesandten Leopold Nicolaus von Ende gefertigte Kutsche wird in der Remise von Schloss Paretz aufbewahrt.

## Publikationen
Gegen Ende seiner Tätigkeit in Preußen publizierte Hoppenhaupt d. Ä. circa 80 Entwürfe mit Wand- und Deckenornamentik, Kamine, Möbel, Uhren, Kronleuchter, Kanzeln, Grabmäler, Kutschen und Sänften. Die Entwürfe wurden zwischen 1751 und 1755 von einem der bedeutendsten Buchillustratoren des 18. Jahrhunderts, Johann Wilhelm Meil (1733–1805), radiert und zum Teil in Stichen von dem Augsburger Kupferstecher und Verleger Johann Georg Hertel (der Jüngere) verbreitet. Zudem radierte Meil die von Hoppenhaupt d. Ä. gestalteten Titelblätter der Schriften Gotthold Ephraim Lessings Teil I. bis IV., 1753 und 1754.

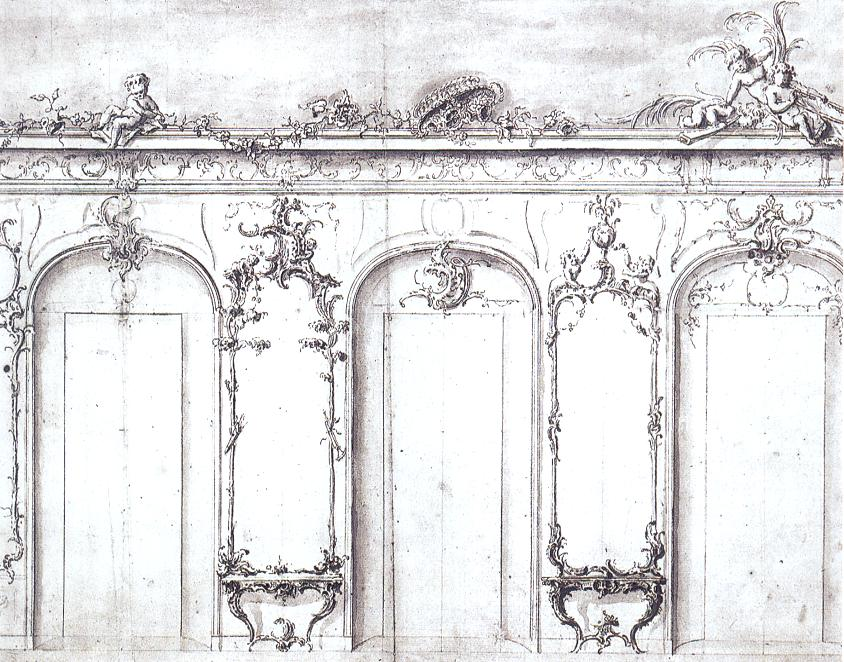
Entwurf für die Wanddekoration der „Großen (Goldenen) Galerie“ im „Neuen Flügel“ des Schlosses Charlottenburg, Berlin, 1742/43
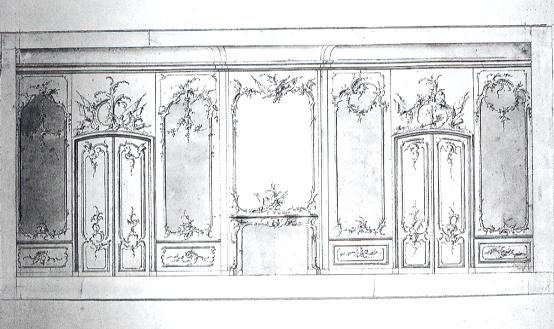
Entwurf für die Wanddekoration der Kaminwand des Bronzesaals im Potsdamer Stadtschloss, um 1754
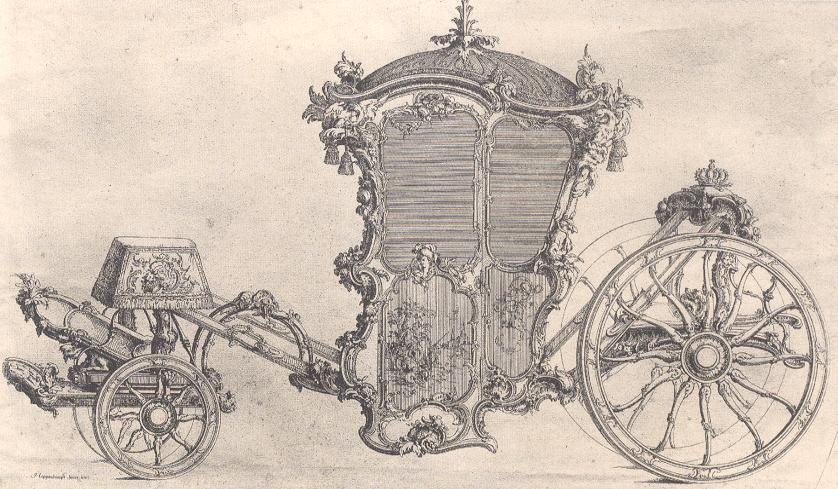
Kaross-Coupé, Radierung von Johann Wilhelm Meil, 1755 nach dem Entwurf von Hoppenhaupt d. Ä., 1745. Eine ähnliche Kutsche schenkte Friedrich II. 1746 der russischen Zarin Elisabeth.
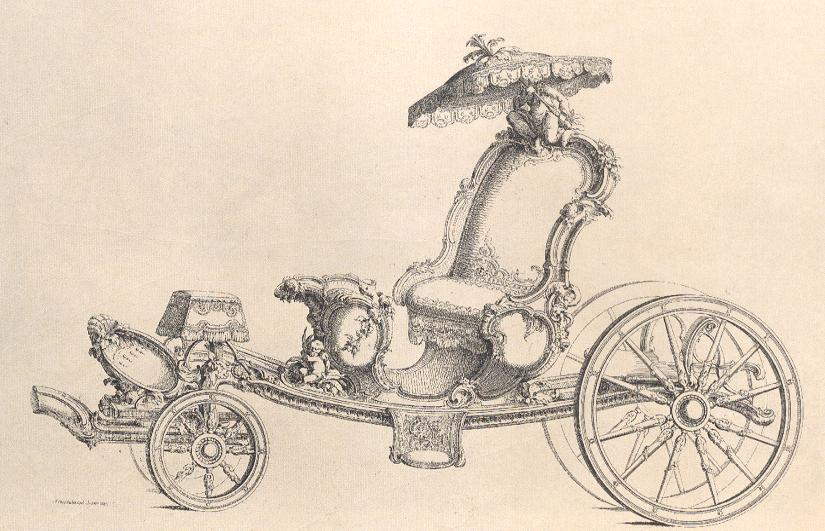
Phaeton mit Baldachin, Radierung von Johann Wilhelm Meil, 1755 nach dem Entwurf von Hoppenhaupt d. Ä., 1745